# Asilus natalicus
Asilus natalicus är en tvåvingeart som beskrevs av Macquart 1855. Asilus natalicus ingår i släktet Asilus och familjen rovflugor. Inga underarter finns listade i Catalogue of Life.